# Marathon van Fukuoka 2009
De marathon van Fukuoka 2009 werd gelopen op zondag 6 december 2009. Het was de 63e editie van de marathon van Fukuoka. Aan deze wedstrijd mochten alleen mannelijke elitelopers deelnemen. De Ethiopiër Tsegay Kebede kwam als eerste over de streep in 2:05.18.

## Uitslag
| rang   | naam              | land | tijd    |
| ------ | ----------------- | ---- | ------- |
| Goud   | Tsegay Kebede     | ETH  | 2:05.18 |
| Zilver | Kebede Tekeste    | ETH  | 2:07.52 |
| Brons  | Dmytro Baranovsky | UKR  | 2:08.19 |
| 4      | Tesfaye Dereje    | ETH  | 2:08.36 |
| 5      | Evans Cheruiyot   | KEN  | 2:09.46 |
| 6      | Luis Feiteira     | POR  | 2:13.07 |
| 7      | Oleg Koelkov      | RUS  | 2:13.49 |
| 8      | Haroun Njoroge    | KEN  | 2:14.17 |
| 9      | Tadashi Shitamori | JPN  | 2:14.42 |
| 10     | Vitaliy Shafar    | UKR  | 2:15.07 |
| 11     | Takayuki Ota      | JPN  | 2:15.23 |
| 12     | Tom Payn          | GBR  | 2:17.29 |
| 13     | Yuki Kawauchi     | JPN  | 2:17.33 |
| 14     | Nobuaki Takata    | JPN  | 2:19.00 |
| 15     | Takashi Matsuoka  | JPN  | 2:19.00 |
| 16     | Toru Higashi      | JPN  | 2:19.12 |
| 17     | Masashi Shirotake | JPN  | 2:19.17 |
| 18     | Shane Nankervis   | AUS  | 2:19.24 |
| 19     | Kenzo Kawabata    | JPN  | 2:19.40 |
| 20     | Junichi Sugiyama  | JPN  | 2:19.42 |

1947 ·
1948 ·
1949 ·
1950 ·
1951 ·
1952 ·
1953 ·
1954 ·
1955 ·
1956 ·
1957 ·
1958 ·
1959 ·
1960 ·
1961 ·
1962 ·
1963 ·
1964 ·
1965 ·
1966 ·
1967 ·
1968 ·
1969 ·
1970 ·
1971 ·
1972 ·
1973 ·
1974 ·
1975 ·
1976 ·
1977 ·
1978 ·
1979 ·
1980 ·
1981 ·
1982 ·
1983 ·
1984 ·
1985 ·
1986 ·
1987 ·
1988 ·
1989 ·
1990 ·
1991 ·
1992 ·
1993 ·
1994 ·
1995 ·
1996 ·
1997 ·
1998 ·
1999 ·
2000 ·
2001 ·
2002 ·
2003 ·
2004 ·
2005 ·
2006 ·
2007 ·
2008 ·
2009 ·
2010 ·
2011 ·
2012 ·
2013 ·
2014 ·
2015 ·
2016 ·
2017